# Enna chickeringi
Espèce
Enna chickeringi est une espèce d'araignées aranéomorphes de la famille des Trechaleidae.

## Distribution
Cette espèce se rencontre au Honduras et au Costa Rica.

## Description
La carapace de la femelle holotype mesure 2,80 mm de long sur 2,50 mm de large.

## Étymologie
Cette espèce est nommée en l'honneur d'Arthur Merton Chickering.

## Publication originale
- Silva, Lise & Carico, 2008 : Revision of the Neotropical spider genus Enna (Araneae, Lycosoidea, Trechaleidae). Journal of Arachnology, vol. 36, p. 76-110 (texte intégral).